# Iglesia de Nuestra Señora de Tiro
Notre Dame de Tiro o Nuestra Señora de Tiro (en armenio: Հայկական Սուրբ Աստուածածին եկեղեցի  րֵ֡֯֡֯րֶ ֍ւր֢ void ֱֽֿ ), o simplemente como iglesia armenia (en turco: Ermeni Kilisesi) es una iglesia monástica en Nicosia, Chipre. Está situado en el barrio árabe Ahmet, en la calle Salahi Şevket, antiguamente conocida como calle Victoria. 

## Historia
Se cree que la iglesia original, conocida como la Abadía Benedictina de Nuestra Señora de Tiro, fue fundada en el siglo XIII como convento principal tras la caída de Jerusalén. En 1308, el rey de Lusignan, Enrique II de Jerusalén, reparó la iglesia después de que fuera dañada por un terremoto. Como muchas de las monjas eran de origen armenio, pasaron a depender de la Iglesia armenia antes de 1504.
En 1570, tras la captura de Nicosia por los otomanos, el sultán Selim II entregó a los armenios la custodia de la puerta de Pafos, la iglesia y sus alrededores. 
La Prelatura armenia de Chipre estuvo ubicada junto a la iglesia, hasta la violencia intercomunitaria de 1963-1964, cuando fue ubicada en el barrio turcochipriota de la ciudad. En 1920, los descendientes de Artin Melikian restauraron la iglesia y construyeron la escuela primaria Melikian en los terrenos de la iglesia. En 1938, Dikran Ouzounian estableció la escuela primaria Ouzounian. También había un jardín de infancia, construido originalmente en 1902 y llamado Shoushanian.
Dentro del complejo también se encontraba el monumento al genocidio armenio, construido en 1932, el segundo más antiguo de su tipo en todo el mundo. Frente al complejo de la iglesia, al oeste, se encontraban las instalaciones de la UGAB de Nicosia, mientras que al sur se encontraba el Club Armenio. Muy cerca del complejo se encontraban también las instalaciones de AYMA.
Desde 1963, la iglesia está ubicada en el norte de Nicosia, bajo administración turcochipriota. La iglesia sufrió el derrumbe de algunas partes y un gran deterioro de su estado hasta 2007, cuando se iniciaron los trabajos de restauración.

## Arquitectura y Monumentos Sepulcrales
El edificio existente es de estilo gótico y consta de una nave cuadrada, con ábside semioctogonal, bóvedas de crucería y arco que cubre la parte occidental, un campanario (construido en 1860) y edificios conventuales al norte de la iglesia. Al este de los edificios del convento se encuentra el sarcófago de Lady Dampierre, abadesa del convento. En el siglo XIX y principios del XX se observaron varias losas de tumba en el piso de la iglesia que datan de los siglos XIV y XV, pero se retiraron en la década de 1960 como medida de conservación y se guardaron en el pórtico norte.

## Restauración
Según los informes, la iglesia sufrió daños tras su colocación en la parte turcochipriota de la ciudad tras la división de 1963 y la invasión turca de Chipre en 1974. Después de 1963, sufrió negligencia y mal uso, lo que hizo que necesitara urgentemente una reparación ya que algunas partes colapsaron. En 2007, el PNUD comenzó a trabajar en su preservación y restauración. La renovación se completó en 2013  y ganó el Premio de la UE de Patrimonio Cultural (Premio Europa Nostra) en 2015.